# U.S.D. Recanatese 1923
USD Recanatese 1923 là một câu lạc bộ bóng đá Ý, có trụ sở tại Recanati, Marche. Recanatese hiện tại thi đấu ở Serie D.

## Lịch sử
Câu lạc bộ được thành lập vào năm 1923.

## Màu sắc và huy hiệu
Màu của câu lạc bộ là vàng và đỏ.